# Pampelonne

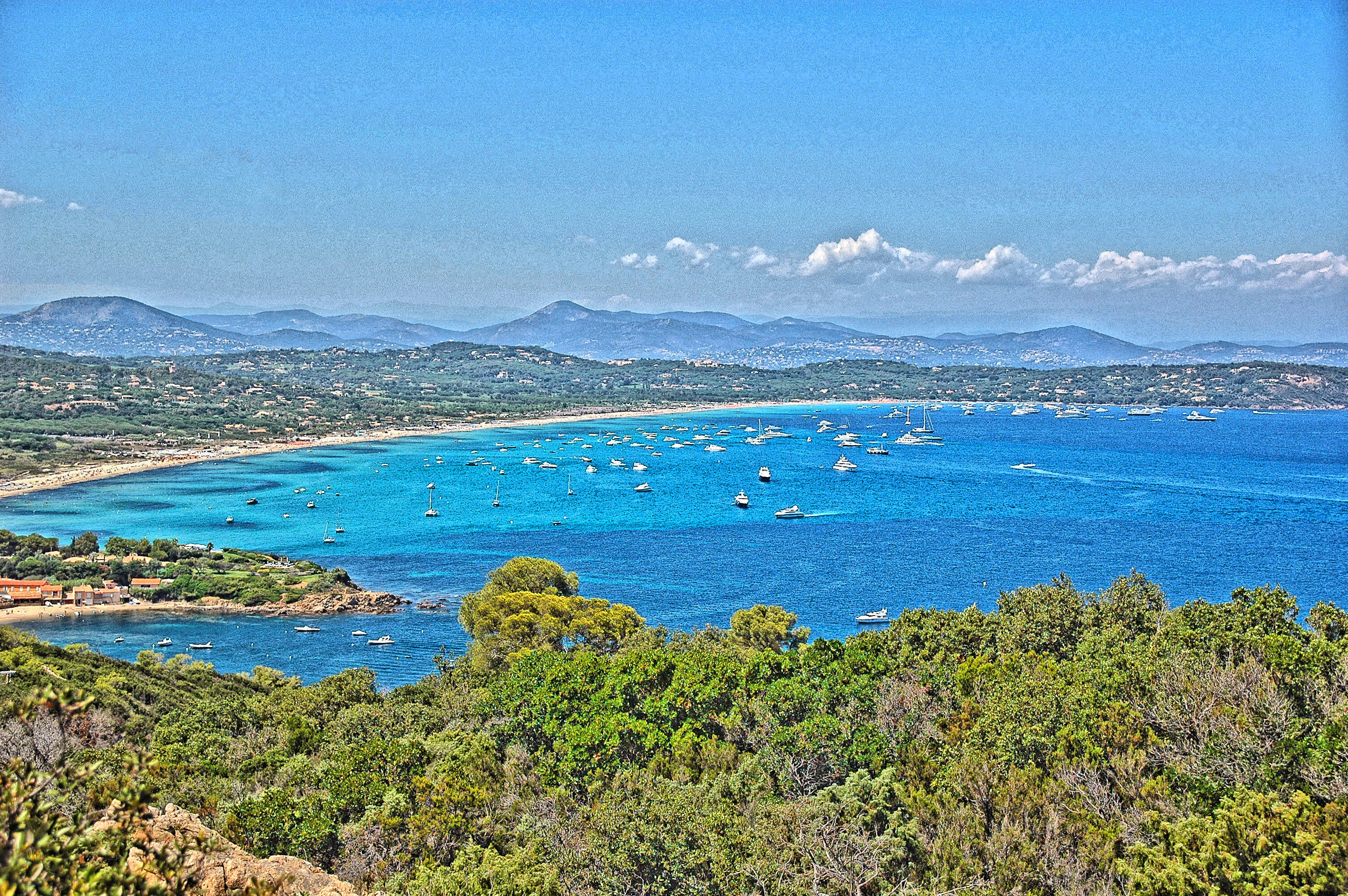
Panorama vom Cap Camarat

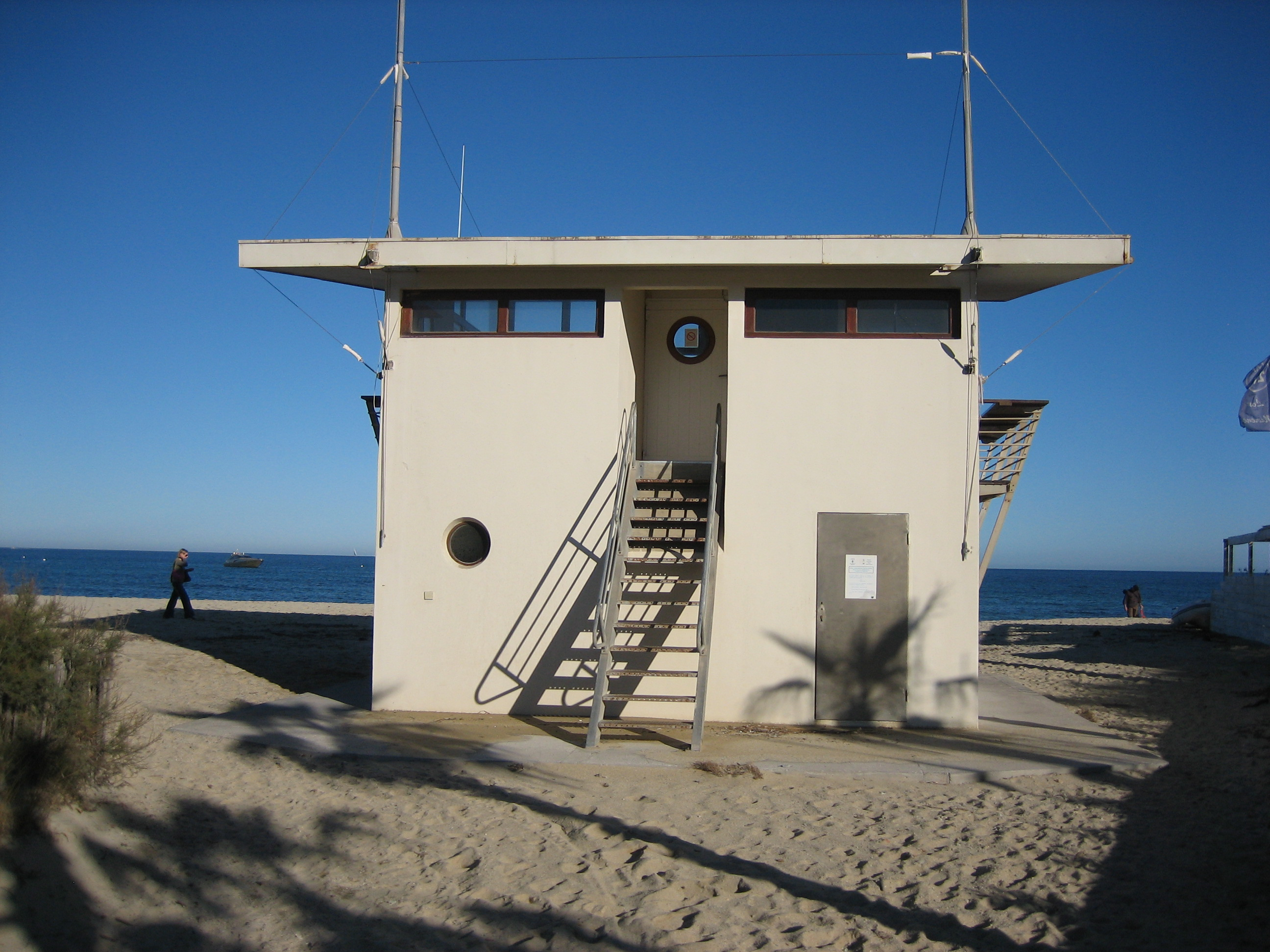
Rettungsstation

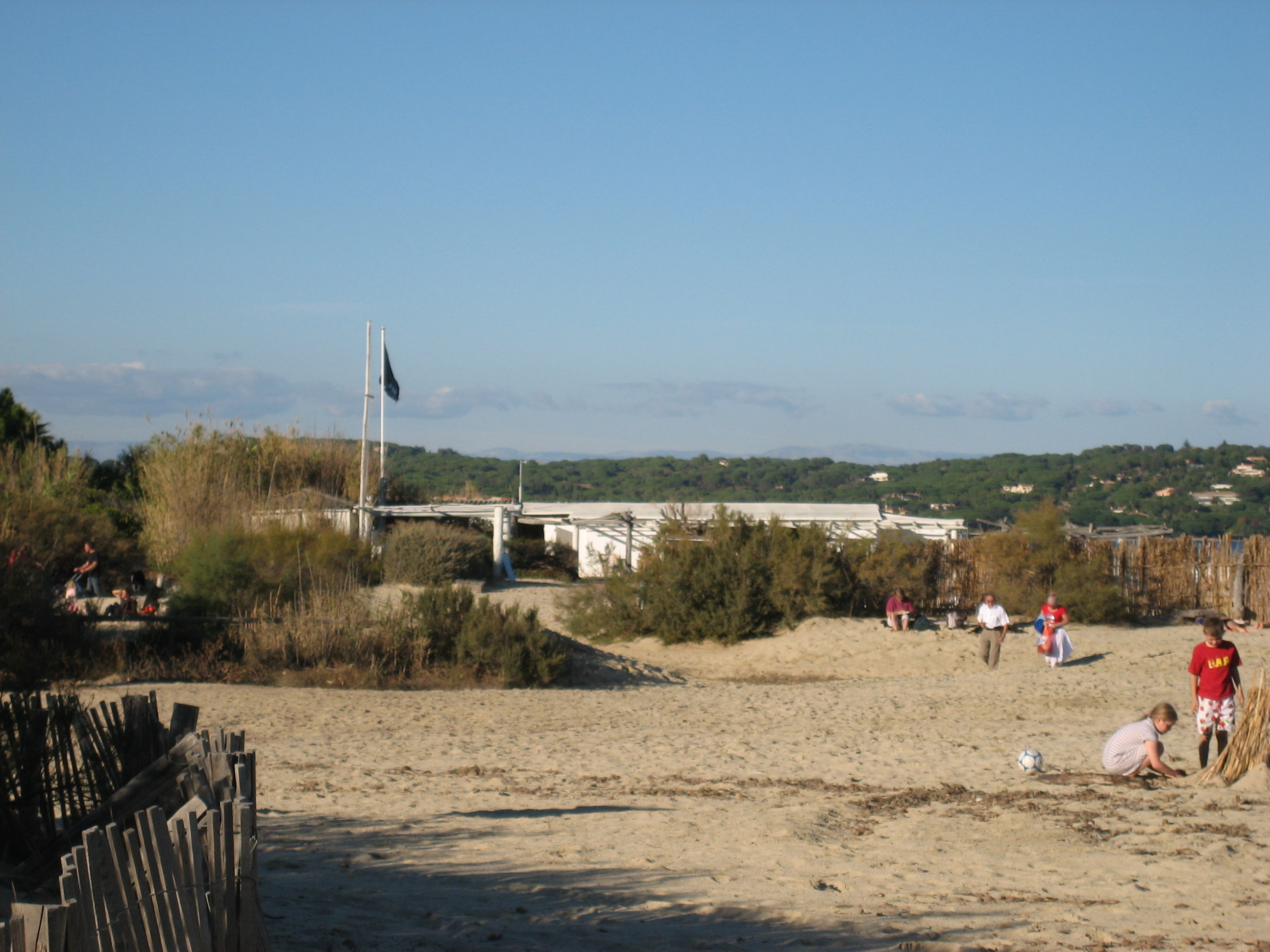
Le Club 55

Pampelonne (französisch Plage de Pampelonne) ist ein 4,5 km langer Sandstrand des französischen Mittelmeerortes Ramatuelle an der Côte d’Azur, etwa 2,5 km südöstlich von Saint-Tropez im Département Var. Er bildet mit einer Fläche 270 000 m² den südöstlichen Abschluss der Halbinsel von Saint-Tropez.
Begrenzt wird der Strand im Süden durch das Cap Camarat, im Norden durch das Cap Pinet und im Westen durch Rebberge, Pinienwälder und Luxusvillen.
Der Strand untersteht als „bemerkenswerte Naturlandschaft“ dem Loi Littoral, einem Umweltschutzgesetz. Obwohl sich auf Pampelonne rund 20 Privatstrände mit Strandrestaurants befinden, ist der gesamte Strand im vorderen Bereich am Wasser überall frei zugänglich, kann also überall zur Strandwanderung und zum Schwimmen an jeder Stelle von jedem genutzt werden.

## Geschichte
Der Strand von Pampelonne war im August 1944 einer der vielen Strände, an denen während des Zweiten Weltkrieges die Operation Dragoon zur Eroberung Südfrankreichs stattfand.
Berühmtheit erreichte der Strand als Film-Drehort und Treffpunkt von Prominenten aus Film und Kunst.
1956 wurde Pampelonne durch Roger Vadims Film Und ewig lockt das Weib (Et Dieu… créa la femme) mit Brigitte Bardot weltbekannt. Roger Vadim heuerte den Besitzer einer wasser- und stromlosen Strandhütte von Pampelonne an, die Filmcrew täglich zu bekochen. Aus der einfachen Kantine entwickelte sich der legendäre Club 55, der bis heute als Treffpunkt des internationalen Jetsets gilt.
Auch in den Gendarmen-Filmen von Louis de Funès, insbesondere in Der Gendarm von St. Tropez (1964), diente Pampelonne als Drehort.